# الإعاقة في زيمبابوي
تؤثر الإعاقة على العديد من الأشخاص في زيمبابوي في المناطق الريفية والحضرية على حد سواء. وعلى الرغم من الخدمات التي تقدمها الحكومة ومنظمات الخير ووكالات الرعاية الاجتماعية، فإن الأشخاص ذوي الإعاقة وأسرهم يواجهون في كثير من الأحيان العديد من العوائق. بدأ رجل الأعمال الخيري جايروس جيري تقديم الخدمات للأشخاص ذوي الإعاقة في زيمبابوي في أربعينيات القرن العشرين. ويعتبر بمثابة الأب أو مؤسس العمل في مجال الإعاقة في زيمبابوي.

## تعريف
في قانون الأشخاص ذوي الإعاقة [الفصل 17:01] لعام 1995 (المعدل في عامي 2000 و2001)، تعرف حكومة زيمبابوي الشخص ذو الإعاقة على النحو التالي:
الشخص الذي يعاني من إعاقة جسدية أو عقلية أو حسية، بما في ذلك الإعاقة الوظيفية البصرية أو السمعية أو النطقية، مما يؤدي إلى نشوء حواجز جسدية أو ثقافية أو اجتماعية تمنعه من المشاركة على قدم المساواة مع أعضاء آخرين في المجتمع في الأنشطة أو المشاريع أو مجالات العمل المفتوحة لأعضاء آخرين في المجتمع.

تشارك زيمبابوي في الألعاب البارالمبية منذ استقلالها عام 1980؛ وقد سبق لها أن شاركت باسم روديسيا في الألعاب البارالمبية الصيفية عام 1972. غابت زيمبابوي عن الألعاب في عامي 1988 و1992، ثم عادت في عام 1996 بوفد مكون من رجلين، وشاركت في كل نسخة من دورة الألعاب البارالمبية الصيفية منذ ذلك الحين. لم تشارك مطلقًا في الألعاب البارالمبية الشتوية.
يُعد الأشخاص ذوو الإعاقة من أكثر الفئات تهميشًا واستبعادًا وفقرًا في المجتمع الزيمبابوي. يتم التعامل مع بعض الأشخاص ذوي الإعاقة في زيمبابوي كمواطنين من الدرجة الثانية.: 2 ويقدر عدد الأشخاص الذين يعانون من نوع ما من الإعاقة في زيمبابوي بحوالي 900 ألف إلى 1.4 مليون شخص. زيمبابوي دولة طرف في اتفاقية حقوق الطفل واتفاقية الأمم المتحدة لحقوق الأشخاص ذوي الإعاقة.

## المطالب في الدستور
في عام 2013، عدلت زيمبابوي دستورها. وجاءت هذه العملية عقب بعض المشاورات على مستوى البلاد. ومن خلال المشاورات، كانت بعض مطالب الأشخاص ذوي الإعاقة:
| المطالب                              | الوصف أو الأمثلة                                                             |
| ------------------------------------ | ---------------------------------------------------------------------------- |
| الأجهزة المساعدة                     | الكراسي المتحركة، أجهزة السمع، برايل وما إلى ذلك.                            |
| إعادة التأهيل الطبي                  | توفر المتخصصين والأدوية ودفع فواتير العلاج.                                  |
| المساعدة الاجتماعية                  | مخصص شهري لتلبية احتياجات من ليس لديهم دخل                                   |
| الدخل والضمان الاجتماعي              | توفير فرص العمل وشبكات الأمان في حالة فقدان الدخل                            |
| الاحتياجات الأساسية                  | الصحة والتعليم والمأوى والغذاء وما إلى ذلك.                                  |
| مشاركة                               | المشاركة في جميع العمليات الرئيسية التي تؤثر على حياتهم                      |
| دعم مقدم الرعاية                     | دعم مقدمي الرعاية الذين يفقدون وقتًا إنتاجيًا في تقديم الرعاية لشخص ذي إعاقة   |
| القبول والاعتراف                     | يتم التعامل معهم باحترام وكرامة، دون وصمة عار أو تمييز                       |
| حقوق                                 | مادة محددة في الدستور تضمن حقوق الأشخاص ذوي الإعاقة                          |
| احتضان التعريف                       | تعريف الإعاقة الذي يشمل جميع أشكال الإعاقة وليس فقط الإعاقة العقلية والجسدية |
| دمج الإعاقة                          | كل دائرة حكومية تستجيب لاحتياجات الأشخاص ذوي الإعاقة                         |
| إنهاء الإساءة وتجريمها               | معالجة إساءة معاملة الأشخاص ذوي الإعاقة                                      |
| النساء ذوات الإعاقة                  | معالجة العبء المزدوج المتمثل في كون المرأة ذات الإعاقة                       |
| التمويل الحكومي لقضايا الإعاقة       | توافر الدعم المالي للمنظمات المعنية بالأشخاص ذوي الإعاقة وبرامجها.           |
| إمكانية الوصول                       | إلى المباني والمرافق                                                         |
| التمثيل في البرلمان والسلطات المحلية | نظام الحصص                                                                   |
| اللغات                               | سيتم تعزيز لغة الإشارة ووسائل الاتصال الأخرى الملائمة للأشخاص ذوي الإعاقة    |

## التركيبة السكانية
توجد الإعاقة في زيمبابوي بشكل أساسي بسبب الأمراض والصراعات الحربية وسوء التغذية والحوادث والولادات غير الطبيعية والخصائص الوراثية وما إلى ذلك. إحصائيات الإعاقة مثيرة للجدل نتيجة لعدم وجود إجماع حول ما يشكل الإعاقة. وفقا لمنظمة الصحة العالمية، يعاني 15% من أي مجموعة سكانية من أشكال مختلفة من الإعاقة. تقدر حكومة زيمبابوي أن حوالي 1% من السكان يعيشون مع الإعاقة في زيمبابوي. تزعم الجمعية الوطنية لجمعيات رعاية المعاقين (NASCOH) أن انتشار الإعاقة في زيمبابوي يزيد عن 10% من السكان (NASCOH، 2013). وأشار آخرون إلى انتشار هذه الظاهرة بنسبة 7%.
يشكل الأطفال والشباب نسبة كبيرة من الأفراد ذوي الإعاقة. وفقًا لمنظمة اليونيسف، يعيش ما يصل إلى 600 ألف طفل مع شكل من أشكال الإعاقة في زيمبابوي. أصبح حوالي 53% من الأشخاص ذوي الإعاقة في زيمبابوي معاقين قبل سن العشرين. حوالي 27% من السكان يعانون من الإعاقة منذ الولادة بينما 9% من الإعاقة موجودة بين الحد الأقصى للأعمار من 1 إلى 5 سنوات.
ويقدر عدد السكان ذوي الإعاقة من الذكور بنحو 56% في حين أن عدد السكان ذوي الإعاقة من النساء يبلغ حوالي 44% اعتبارًا من عام 2013.
يعيش حوالي 600000 طفل من ذوي الإعاقة في زيمبابوي وفقًا لإدارة التنمية الدولية في زيمبابوي اعتبارًا من عام 2013.

## نموذج بابا جايروس جيري للإعاقة والتأهيل
كان جايروس جيري أحد مؤسسي أعمال الإعاقة وإعادة التأهيل في زيمبابوي. يمكن وصف عمل بابا (يعني الأب) جيري في مجال الإعاقة وإعادة التأهيل على النحو التالي:
- شجع الأشخاص الذين تريد مساعدتهم وعاملهم كأصدقاء أو عائلة، أي كن والدهم.
- استخدم المرافق والموارد الموجودة، على سبيل المثال، العمل مع الأصدقاء والعائلة والمجتمع، واستخدام الموارد المحلية في المستشفيات والعيادات.
- توفير الموارد، على سبيل المثال نقل الأشخاص إلى المرافق لأنهم قد لا يتمكنون من الذهاب بمفردهم.
- تقديم أفكار حول كيفية إجراء إعادة التأهيل، أي أن يكون مقدم رعاية نشطًا.
- توفير الإقامة (المؤسسية) لتقليل الوصمة وتكلفة الرعاية.
- توفير فرص التدريب والدخل مثل المشاريع.

تمت الإشارة إلى هذا النموذج بالاختصار TO-PARENT كما هو موضح في الجدول أدناه:
| خطاب | وصف                                                                                |
| ---- | ---------------------------------------------------------------------------------- |
| ت    | اعتبر الأشخاص الذين تريد مساعدتهم بمثابة أصدقائك أو عائلتك ( ukama ).              |
| ا    | استخدم فقط المرافق الموجودة مثل الأصدقاء والمستشفيات والمنازل ( ujamaa ).          |
|      |                                                                                    |
| ص    | توفير الموارد مثل نقل الأشخاص إلى المرافق لأنهم قد لا يتمكنون من الذهاب بمفردهم.   |
| أ    | الرعاية والتعليم والدعم الكافيين. تقديم أفكار عملية حول كيفية إجراء إعادة التأهيل. |
| ر    | تقليل الوصمة وتكلفة الرعاية من خلال توفير السكن (المؤسسي).                         |
| هـ   | المؤسسات ( أوشافي ) للدخل.                                                         |
| ن    | يحتاج إلى مقدمي الرعاية الداعمين مثل زوجته وأصدقائه.                               |
| ت    | فرص تدريبية للاعتماد على الذات.                                                    |

وتتمثل نقاط القوة الرئيسية في نموذجه في دعم بناء المهارات والدخل، ولكن هناك نقطة ضعف رئيسية تتمثل في المؤسسية لأن الموارد مثل الغذاء محدودة. وعلاوة على ذلك، بمجرد إضفاء الطابع المؤسسي على الأشخاص، يتم فصلهم عن المجتمع ويصبح من الصعب للغاية عليهم النجاح في تلك المجتمعات عندما يعودون. لا يتناول هذا النموذج القضايا البنيوية التي تسبب الإعاقة والإقصاء والظلم. ومع ذلك، فإن العمل الذي بدأه قد تغير ليشمل العمل المجتمعي والدعوة إلى الإدماج الاجتماعي.
إن الحصول على الاعتراف باسم بابا على المستوى الوطني ليس بالأمر السهل في زيمبابوي. ويُمنح هذا الاحترام للأشخاص الذين لعبوا دورًا رئيسيًا في بناء الأمة. تم تكريم بابا جيري من قبل الزيمبابويين الذين يشيرون إليه باسم بابا، والذي يعني الأب المحترم. عندما توفي في عام 1982، تم تكريمه بلقب البطل الوطني لزيمبابوي ولكنه اختار أن يتم دفنه في قريته بيكيتا بدلاً من دفنه في مقبرة الأبطال الوطنيين في هراري. إن دفنك في القرية مع أفراد عائلتك المتوفين الآخرين هو قيمة أساسية من قيم الأونهو. وفي وقت لاحق، كرمته حكومة زيمبابوي من خلال تسمية جائزة باسمه، وهي جائزة جايروس جيري الإنسانية التي تُمنح للأشخاص الذين يساهمون بشكل كبير في مساعدة الآخرين، على سبيل المثال، أولئك الذين ساعدوا ضحايا إعصار إيداي في شيمانيماني في عام 2019. وفي عام 1977، حصل على درجة الشرف في الماجستير في الآداب من جامعة روديسيا آنذاك.
ومن بين الجوائز الأخرى:
1. ندوة دولية حول إعادة التأهيل أقيمت في كامبالا، أوغندا عام 1975.
2. لقاء مع البابا بولس السادس، حيث حصل على البركة لعمله العظيم ومنح ميدالية بمناسبة السنة المقدسة في عام 1975.
3. جائزة الليونز للخدمة الدولية في عام 1977.
4. جائزة إنسانية من اتحاد النساء اليهوديات في سالزبوري عام 1977.
5. حرية مدينة لوس أنجلوس في عام 1981.
6. جائزة النوايا الحسنة الدولية للصناعات للأعمال الإنسانية والتأهيلية في عام 1981.
7. وقد منحته منظمة الروتاري الدولية جائزة السنة الدولية للأشخاص ذوي الإعاقة في أفريقيا والتي تحمل اسم "أعظم مساهمة في إعادة التأهيل في أفريقيا، IYDP 1981".

## ولادة حركة ذوي الإعاقة في زيمبابوي
وُلدت حركة المساواة بين الأشخاص ذوي الإعاقة في زيمبابوي في المؤسسات التي كان يديرها جايروس جيري في عام 1975، لكنه لم يدعمها. مثل كثير من الناس في ذلك الوقت، رأى أن الدعوة إلى المشاركة والانخراط وزيادة الفرص تشكل تهديدًا لنموذجه الخيري. نشأت الحركة على يد أشخاص مثل جوشوا مالينجا الذي أصبح سياسيًا ضد الحكم الاستعماري ورئيسًا لمدينة بولاوايو من عام 1993 إلى عام 1995. قام الناشطون بتشكيل وتسجيل المجلس الوطني للأشخاص ذوي الإعاقة في زيمبابوي والذي بدأ كجمعية كوباتسيرانا للرعاية ثم أصبح المجلس الوطني لرعاية الأشخاص ذوي الإعاقة بينما كان لا يزال في المؤسسات. في عام 1980، حضر مالينجا مؤتمرًا دوليًا للأشخاص ذوي الإعاقة، وهو مؤتمر وينيبيج العالمي للمنظمة الدولية للأشخاص ذوي الإعاقة في كندا. وقد شكل هذا الأمر تدويلاً لعمل ذوي الإعاقة في زيمبابوي.

## تعليم

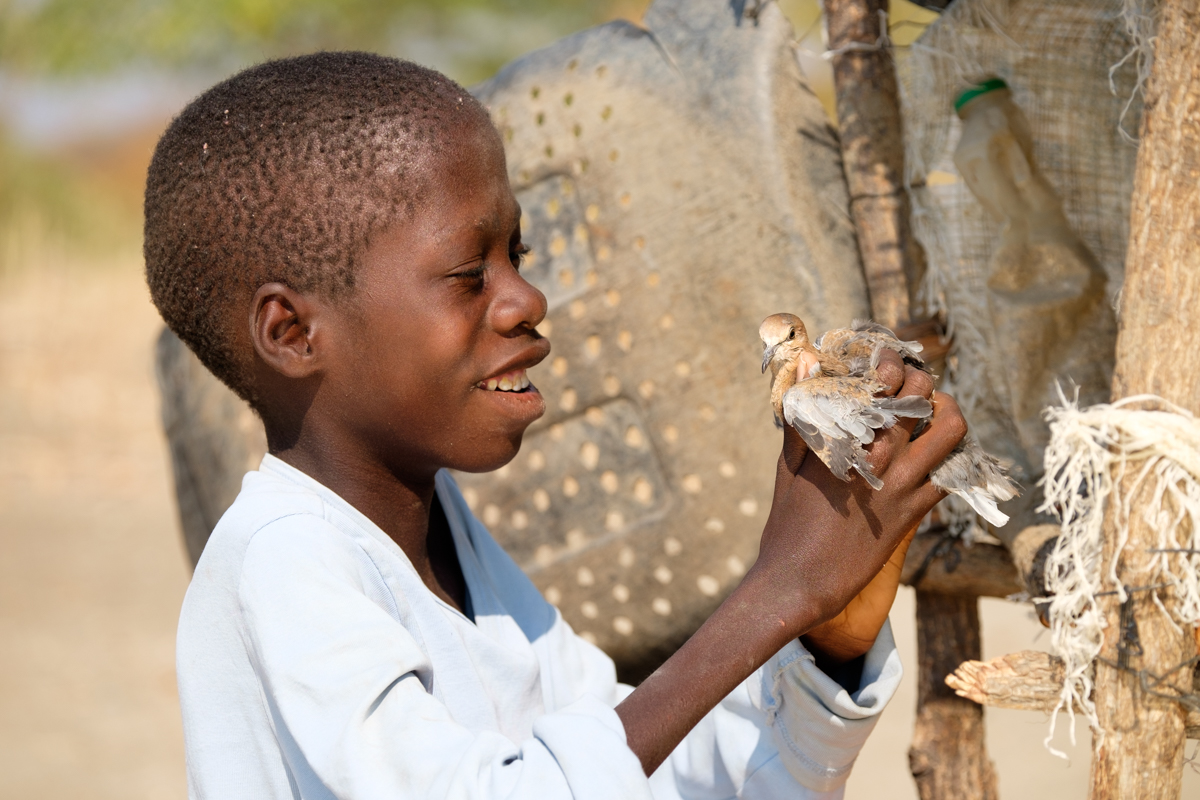
الراعي وطائره في زيمبابوي

لا يحصل حوالي 52% من الأطفال ذوي الإعاقة في زيمبابوي على التعليم على الرغم من أن زيمبابوي لديها معدل معرفة بالقراءة والكتابة يبلغ 93% بين أطفال المدارس، وهو أيضًا الأفضل في القارة الأفريقية. ومن ناحية أخرى، تبين أن حوالي 34% من النساء ذوات الإعاقة لم يذهبن إلى المدرسة، في حين أن 22% من الرجال ذوي الإعاقة لم يذهبوا إلى المدرسة. في زيمبابوي، لا نزال نواجه وضعًا حيث لا يذهب عدد كبير من الأطفال ذوي الإعاقة إلى المدرسة. لذلك فإن التخطيط للخدمات دون اتجاهات أكثر حداثة للأطفال ذوي الإعاقة يشكل تحديًا كبيرًا، ويتفاقم هذا التحدي بسبب ضعف أنظمة جمع البيانات الروتينية وإدارتها بشأن عدد الأطفال الذين يتلقون الخدمات.
في زيمبابوي، يعيش الأطفال ذوو الإعاقة في ظروف صعبة للغاية ومليئة بالتحديات وهم عرضة للخطر لأنهم يعيشون في ظل مواقف ومعتقدات وعادات سلبية وما إلى ذلك. نظر الأشخاص ذوو الإعاقة إلى عملية صياغة الدستور باعتبارها أكبر فرصة لهم لتحقيق أحلامهم وكان لديهم العديد من التوقعات بما في ذلك زيادة الفرص في الصحة والتعليم والحماية الاجتماعية والسكن والمشاركة والتوظيف.
على الرغم من ظهور التعليم الشامل، لا يزال المتعلمون من ذوي الإعاقة يواجهون حواجز سلوكية وبنيوية وجسدية في الوصول إلى التعليم الجيد.

## توظيف
وبحسب الإحصائيات فإن حوالي 83% من النساء ذوات الإعاقة عاطلات عن العمل، في حين أن حوالي 74% من الرجال ذوي الإعاقة عاطلون عن العمل.
من المعتقدات الشائعة في زيمبابوي أن الأشخاص ذوي الإعاقة سلبيون وغير نشطين وغير منتجين اقتصاديًا وبالتالي يشكلون "عبئًا" على المجتمع.

## تشريع
كانت زيمبابوي واحدة من أوائل الدول في العالم التي سنت تشريعات لمكافحة التمييز ضد ذوي الإعاقة.
صادقت زيمبابوي على اتفاقية حقوق الأشخاص ذوي الإعاقة وبروتوكولها الاختياري في 23 سبتمبر/أيلول 2013، وبذلك أصبحت الدولة الطرف رقم 135 التي تصدق على الاتفاقية وبروتوكولها. زيمبابوي هي الدولة الطرف في اتفاقية حقوق الأشخاص ذوي الإعاقة وحقوق الطفل.
قانون الأشخاص ذوي الإعاقة هو القانون الأساسي الذي يتناول الإعاقة في زيمبابوي. ينص هذا القانون على رعاية وتأهيل الأشخاص ذوي الإعاقة.
وتنص الصحة النفسية على عزاء وتعديل القانون المتعلق برعاية واحتجاز ورعاية الأشخاص ذوي الإعاقات العقلية لغرض العلاج.

## تحديات الرعاية الصحية
لا يتمكن العديد من الأشخاص ذوي الإعاقة من الحصول على الرعاية الصحية بسبب العدد المحدود من العيادات والمسافات التي يتعين عليهم قطعها للوصول إلى الطبيب. يفرض بعض مزودي وسائل النقل العام على مستخدمي الكراسي المتحركة دفع مبلغ إضافي مقابل الركوب. (ص.4–5)يحتاج الأشخاص ذوو الإعاقة إلى نفس الرعاية الصحية العامة مثل أي شخص آخر، وبالتالي يحتاجون إلى الوصول إلى خدمات الرعاية الصحية السائدة. يحتاج الأشخاص ذوو الإعاقة إلى الرعاية الصحية والبرامج الصحية لنفس الأسباب التي يحتاجها أي شخص آخر، للبقاء بصحة جيدة ونشطين وجزءًا من المجتمع. تواجه النساء ذوات الإعاقة في زيمبابوي العديد من التحديات في الوصول إلى خدمات الصحة الجنسية والإنجابية.

## المناصرة
هناك عدد قليل من المنظمات في زيمبابوي التي تمثل الأشخاص ذوي الإعاقة وتدافع عنهم. إنهم هم
1. مبادرة Alive Albinism، تسعى إلى رعاية الأشخاص المصابين بالمهق في زيمبابوي. تهدف المنظمة إلى ضمان تمكين الأشخاص المصابين بالمهق اقتصاديًا.
2. جمعية الصم في زيمبابوي، المنظمة الممثلة للأشخاص ذوي الصمم والإعاقات الوظيفية الكلامية.
3. مجلس المكفوفين، يلعب هذا المجلس دورًا فيما يتعلق بالأشخاص ذوي الإعاقات البصرية.
4. مشروع دانهيكو، مؤسسة تعليمية وتدريبية مهنية للأشخاص ذوي الإعاقة.
5. منظمة دعم المرأة المعاقة، تدافع عن حقوق المرأة ذات الإعاقة.

## رياضة

### الألعاب الأولمبية للصم
تنافست زيمبابوي في دورة الألعاب الأولمبية للصم مرة واحدة فقط، حيث ظهرت لأول مرة في دورة الألعاب الأولمبية الصيفية للصم عام 1993. تكون الوفد من رياضيين اثنين فقط من زيمبابوي للمشاركة في ظهورها الأول في الألعاب الأولمبية للصم. لم تفوز زيمبابوي أبدًا بميدالية في دورة الألعاب الأولمبية للصم.